# Бермондси (станция метро)
Бермондси (англ. Bermondsey tube station) — станция лондонского метро, расположенная в восточной части Бермондси в лондонском районе Саутуарк, а также обслуживает пассажиров западной части Ротерхайта на юго-востоке Лондона. Станция была спроектирована архитектором Яном Ричи. Изначально предполагалось, что наверху будет многоэтажное офисное здание, однако проект ещё не реализован.
Находится на продлении Юбилейной линии между станциями «Лондон-бридж» и «Канада Уотер». Отличительной особенностью проекта является широкое использование естественного света. Главный вход на станцию находится на южной стороне Ямайка-роуд. Станция находится во второй тарифной зоне.

## Иллюстрации

Станция «Бермондси»
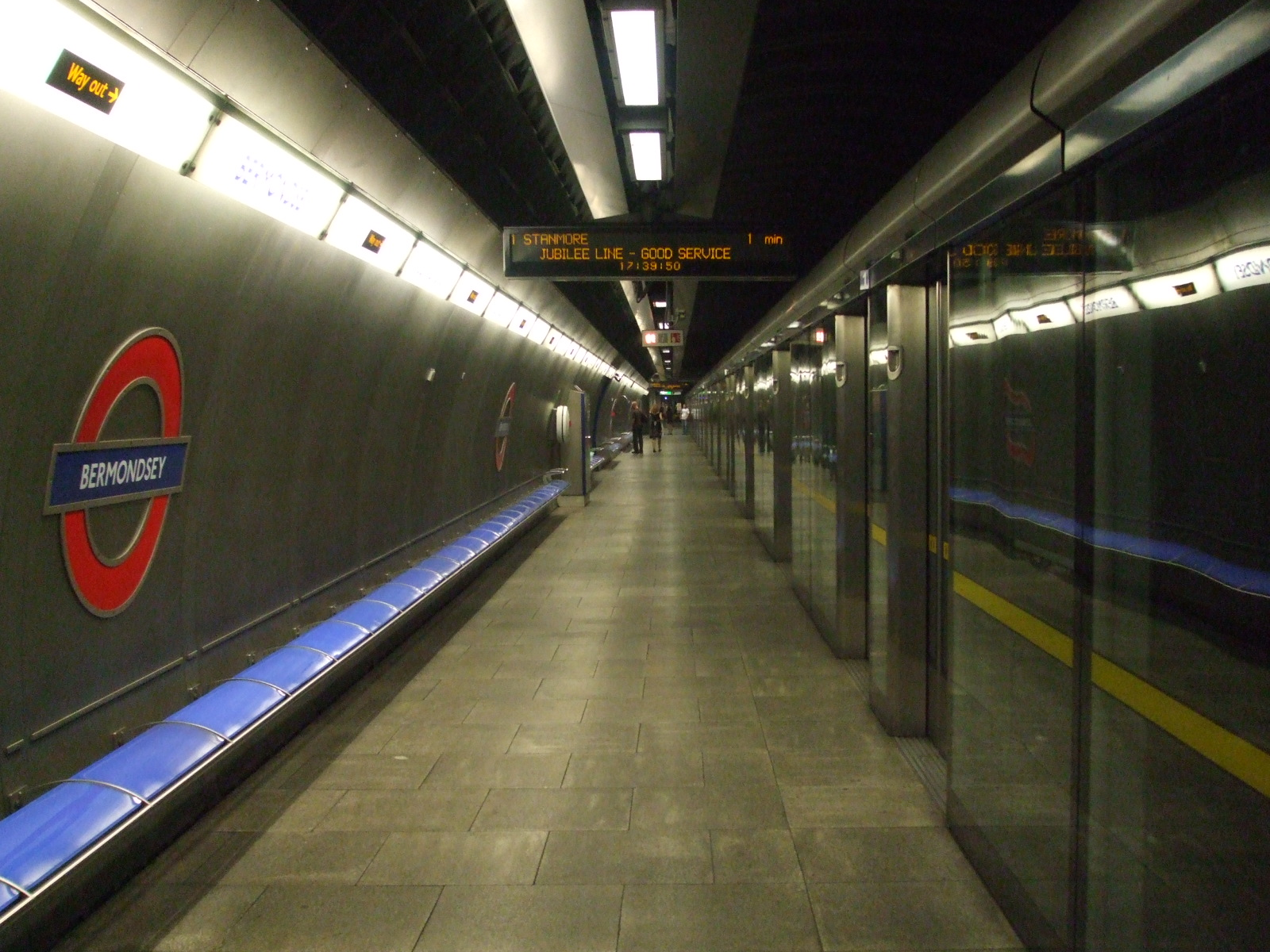
Платформа
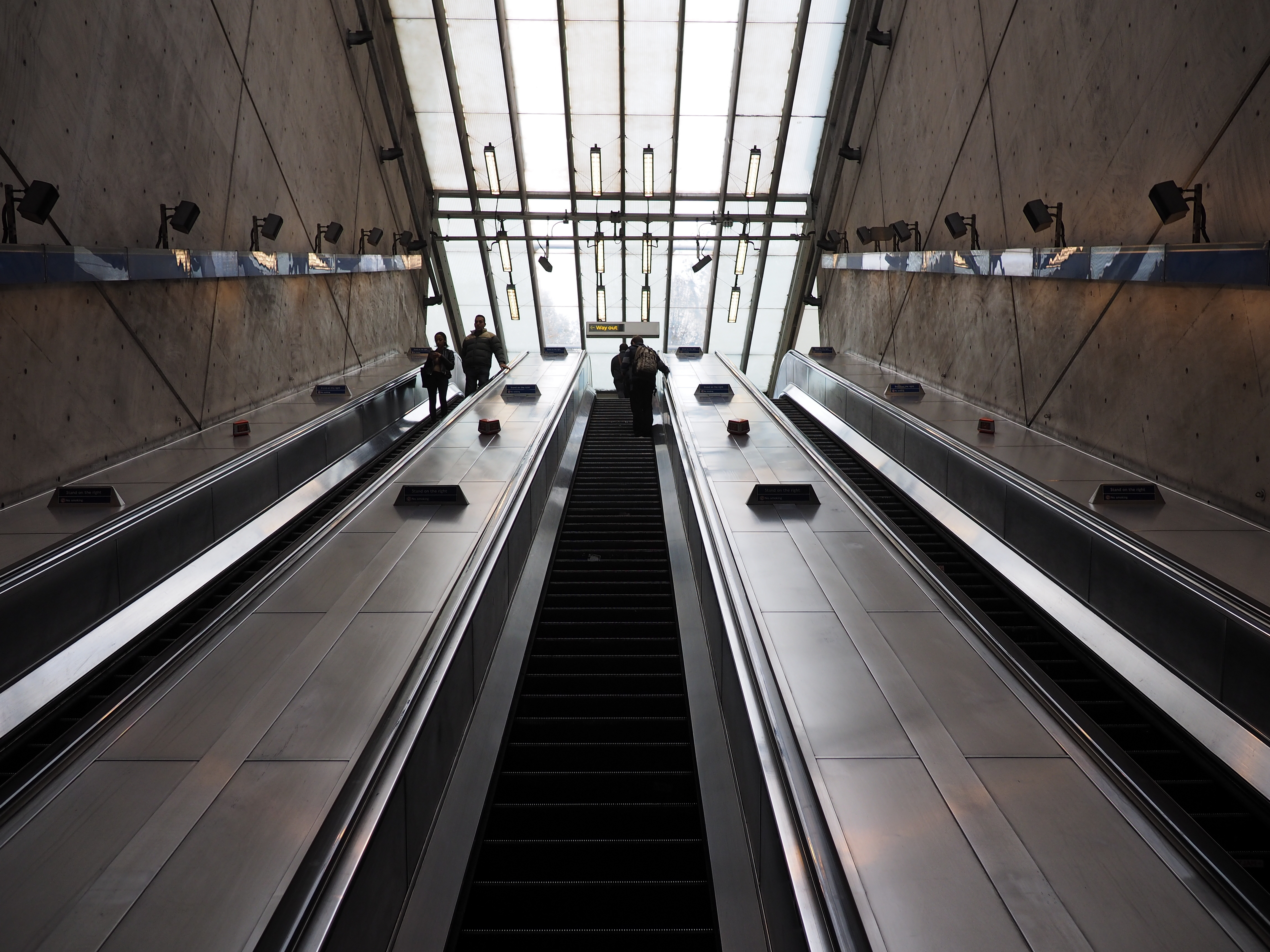
Эскалаторы в кассовый зал
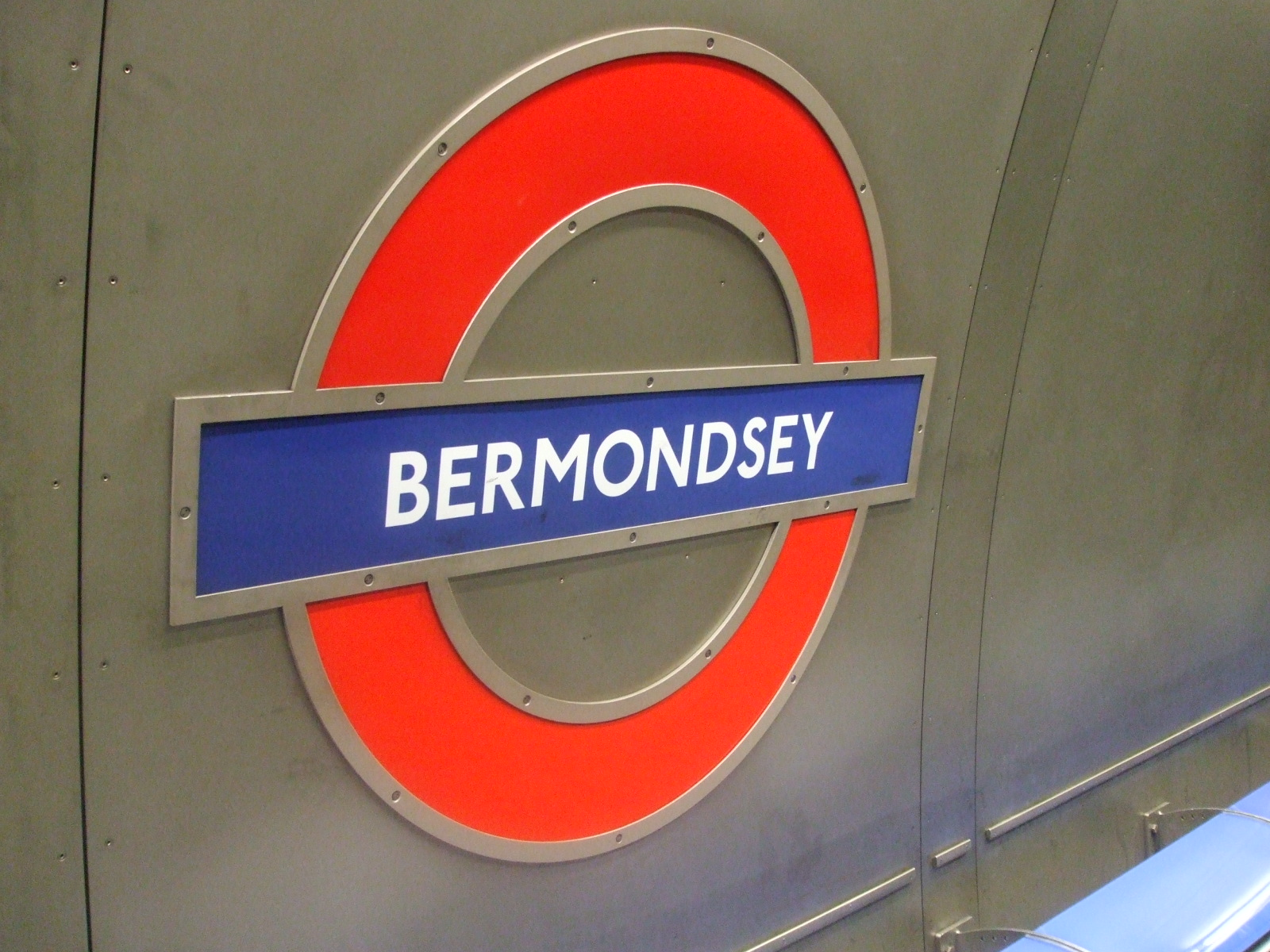
Рондель на путевой стене
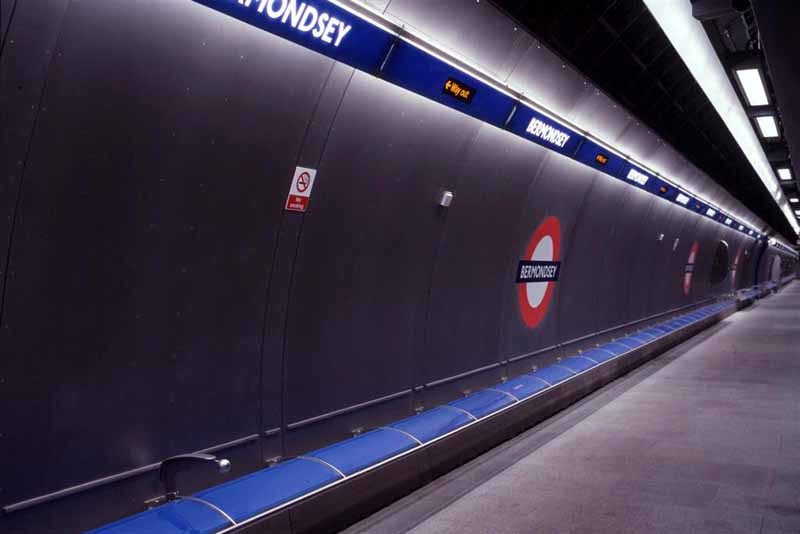
Платформа 17 сентября 1999 года